# Siruvalūr
Siruvalūr är en ort i Indien.   Den ligger i distriktet Erode och delstaten Tamil Nadu, i den södra delen av landet, 1 900 km söder om huvudstaden New Delhi. Siruvalūr ligger 271 meter över havet och antalet invånare är 2 479.
Terrängen runt Siruvalūr är platt. Runt Siruvalūr är det tätbefolkat, med 397 invånare per kvadratkilometer. Närmaste större samhälle är Gobichettipalayam, 10,4 km norr om Siruvalūr. Trakten runt Siruvalūr består till största delen av jordbruksmark.